# Замятина, Юлия Николаевна
Ю́лия Никола́евна Замя́тина (р. 17 января 1969, Сортавала, Карельская АССР, РСФСР, СССР) — российская оперная певица (сопрано), педагог.

## Образование
- Петрозаводское музыкальное училище имени К. Э. Раутио, отделения «Хоровое дирижирование» и «Академическое пение» (класс З. И. Ларькиной).
- Ленинградская государственная консерватория имени Н. А. Римского-Корсакова (класс Г. А. Ковалёвой).
- Стажировка в Московской государственной консерватории имени П. И. Чайковского (класс И. К. Архиповой).

## Биография
Несколько лет была солисткой Большого театра.
Ведёт активную гастрольную деятельность во Франции, Польше, Италии, Чехии, США, Австрии, Финляндии и других странах.
С 2003 года преподаёт сольное пение в Российской академии музыки имени Гнесиных. Проводит мастер-классы в России и за рубежом.

## Репертуар в Большом театре
- «Иван Сусанин» М. И. Глинки — Антонида
- «Царская невеста» Н. А. Римского-Корсакова — Марфа
- «Иоланта» П. И. Чайковского — Иоланта
- «Франческа да Римини» С. В. Рахманинова — Франческа
- «Набукко» Дж. Верди — Анна
- «Алеко» С. В. Рахманинова — Земфира

## Музыкальные премии
- 1-я премия на Международном конкурсе вокалистов имени М. И. Глинки (Смоленск)
- 2-я премия на Международном конкурсе имени С. В. Рахманинова (Москва)
- 1-я премия на Международном конкурсе вокалистов имени С. Монюшко (Вроцлав)
- Гран-при на Международном конкурсе вокалистов в Лионе под руководством Барбары Хендрикс (Франция)
- 1-я премия на Первом Санкт-Петербургском телевизионном конкурсе «Возрождение русского бельканто»
- Лауреат телевизионного конкурса Ирины Архиповой «Большой Приз Москвы» к 850-летию столицы